# Paracaleana nigrita
Paracaleana nigrita är en orkidéart som först beskrevs av John Lindley, och fick sitt nu gällande namn av Donald Frederick Blaxell. Paracaleana nigrita ingår i släktet Paracaleana och familjen orkidéer. Inga underarter finns listade i Catalogue of Life.